# جيف ديفيس ودسون
جيف ديفيس ودسون (بالإنجليزية: Jeff Davis Woodson)‏ هو ضابط أمريكي، ولد في 10 يونيو 1908، وتوفي في 4 يونيو 1942 في جزر الميدواي في الولايات المتحدة.